# Bob Cranshaw
Bob Cranshaw (10. prosince 1932 Evanston, Illinois, USA – 2. listopadu 2016 Manhattan) byl americký jazzový kontrabasista a baskytarista. Začínal hrát na klavír a bicí, ale na střední škole přešel ke kontrabasu. Byl zakládajícím členem souboru MJT + 3 saxofonisty Franka Stroziera. Byl dlouholetým členem skupiny Sonnyho Rollinse, se kterým nahrál více než dvacet alb. Poprvé s ním nahrával v roce 1962 album The Bridge a hrál s ním i v různých obdobích v následujících více než čtyřiceti letech. Rovněž spolupracoval s dalšími hudebníky, mezi které patří Paul Simon, Stanley Turrentine, Lalo Schifrin, Max Roach nebo Wes Montgomery.